# Johann Adolf Hasse Museum
Het Johann Adolf Hasse Museum is een museum dat gewijd is aan de operacomponist Johann Adolf Hasse. Het is gevestigd in een historisch pand in het KomponistenQuartier Hamburg. Het museum werd feestelijk geopend op 18 maart 2015, samen met het Carl Philipp Emanuel Bach Museum, en is toegankelijk voor rolstoelgebruikers.
In het museum komen het werk en leven van Johann Adolf Hasse aan de orde. Het beginpunt is zijn kindertijd en jeugd, als telg in een familie van kerkmusici uit Hamburg-Bergedorf. Zijn eerste muzieklessen kreeg hij van zijn vader. Vervolgens komt zijn tijd als vooraanstaand componist aan de orde, waarin hij met zijn vrouw, de operazangeres Faustina Bordoni, internationaal aanzien opbouwde. Er wordt ook ingegaan op de rol die hij speelde aan Europese hoven, theaters en instituten. 
Te zien zijn onder meer tekstboekjes van zijn opera's (libretti), historische afdrukken van muziekstukken, decorontwerpen en kostuums. Een hoogtepunt uit de collectie is een operadecor uit de barokke tijd. Daarnaast wordt gebruik gemaakt van audiovisuele middelen.

## Impressie
|  |  |  |